# Mauro Suttora
Mauro Suttora (Milano, 8 settembre 1959) è un giornalista e saggista italiano.

## Biografia
Dopo l'IFG (Istituto per la Formazione al Giornalismo) dell'Università Statale di Milano lavora nel settimanale L'Europeo, dove dal 1983 al 1995 è redattore, inviato speciale e capo degli esteri; poi a Oggi, sempre nel gruppo Rcs. Dal 2020 scrive sull'Huffington Post.
Ha coperto fra l'altro lo scandalo Bofors e i traffici d'armi Valsella-Tirrena (1987), la guerra Iran-Iraq, la prima Intifada e la guerra civile in Libano (1988), la strage di Piazza Tiananmen (1989), la prima guerra del Golfo (1990), il golpe di Mosca (1991), le guerre jugoslave (1992-94), la liberazione del Kosovo (1999), la seconda Intifada (2001), le presidenziali americane (2004), l'inondazione Katrina a New Orleans (2005), il Terremoto dell'Aquila (2009), la guerra di Libia (2011), la strage Isis di Bruxelles (2016).
Inviato alle Olimpiadi di Pechino (2008) e Londra (2012).
Corrispondente da New York dal 2002 al 2006, collaboratore di Newsweek e columnist del settimanale The New York Observer.

## Opere
- Pannella, i segreti di un istrione (ed. Liber, Milano, 1993) ISBN 88-80040138
- Pannella & Bonino spa (Kaos edizioni, 2001) ISBN 88-7953-097-6
- Storia del castello di Oria, Brindisi (ed. Gabbiano, 2001)
- Concupiscenza (I libri del Foglio, 2006)
- No Sex in the City (Cairo, 2006; seconda edizione 2007) ISBN 88-6052-050-9
- MussoIini segreto, diari di Claretta Petacci (a cura di), Rizzoli, 2009 ISBN 978-88-17-03737-2
- Pannella, Algama, 2016, ISBN 978-88-99801229. URL consultato il 12 marzo 2025.
- Il bacio di Lady Diana, lo scoop di Mario Brenna (a cura di) ed. Rcs, 2017
- Confini. Storia e segreti delle nostre frontiere,  (ed. Neri Pozza , 2021) ISBN 978-88-545-2174-2
- Green. Storia avventurosa degli ecologisti, da Celentano a Greta, Neri Pozza 2025, ISBN 978-88-545-3151-2

## Traduzioni estere
- Jeg, il Duces kvinne, dagbøker 1932-1938, Forlaget Historie & Kultur, Norvegia 2010 ISBN 978-82-92870433
- Mussolini secreto, los diarios de Claretta Petacci, Editorial Crìtica, Spagna 2010 ISBN 978-84-9892-135-9
- Tajemnice Mussoliniego. Pamiętniki 1932-1938, Ksiegarnia Bellona, Polonia 2010 ISBN 978-83-11-11948-2[3]
- Секретный Муссолини, Дневники 1932-1938, Ripol, Russia 2013 ISBN 978-5-386-05064-1